# Bahnstrecke Rožmitál pod Třemšínem–Březnice
| Kursbuchstrecke (SŽ): | 204                  |                                                |                                                |
| Streckenlänge: | 6,924 km             |                                                |                                                |
| Spurweite: | 1435 mm (Normalspur) |                                                |                                                |
| Streckenklasse: | A1                   |                                                |                                                |
| Streckengeschwindigkeit: | 50 km/h              |                                                |                                                |
| |                      |                                                |                                                |
| \| \| 0,000 \| Rožmitál pod Třemšínem \| Rožmitál pod Třemšínem \| \| \| 1,869 \| Skuhrov pod Třemšínem \| Skuhrov pod Třemšínem \| \| \| 3,444 \| Oslí \| Oslí \| \| \| 5,451 \| Zadní Poříčí \| Zadní Poříčí \| \| \| \| von Zdice (vorm. Rakonitz–Protivíner Bahn) \| \| \| \| 6,924 \| odb. Přední Poříčí \| odb. Přední Poříčí \| \| \| \| nach Protivín (vorm. Rakonitz–Protivíner Bahn) \| \| |                      |                                                |                                                |
| Kopfbahnhof Streckenanfang | 0,000                | Rožmitál pod Třemšínem                         | Rožmitál pod Třemšínem                         |
| Haltepunkt / Haltestelle | 1,869                | Skuhrov pod Třemšínem                          | Skuhrov pod Třemšínem                          |
| Haltepunkt / Haltestelle | 3,444                | Oslí                                           | Oslí                                           |
| Haltepunkt / Haltestelle | 5,451                | Zadní Poříčí                                   | Zadní Poříčí                                   |
| Abzweig geradeaus und von links |                      | von Zdice (vorm. Rakonitz–Protivíner Bahn)     | von Zdice (vorm. Rakonitz–Protivíner Bahn)     |
| ehemalige Blockstelle | 6,924                | odb. Přední Poříčí                             | odb. Přední Poříčí                             |
| Strecke |                      | nach Protivín (vorm. Rakonitz–Protivíner Bahn) | nach Protivín (vorm. Rakonitz–Protivíner Bahn) |

Die Bahnstrecke Rožmitál pod Třemšínem–Březnice ist eine regionale Eisenbahnverbindung in Tschechien, die ursprünglich von der Lokalbahn Strakonitz–Blatná–Březnitz als Lokalbahn Březnitz–Rožmital erbaut wurde. Sie beginnt in Rožmitál pod Třemšínem und mündet am Abzweig („odbočka“) Přední Poříčí in die Bahnstrecke Protivín–Zdice ein. 
Nach einem Erlass der tschechischen Regierung ist die Strecke seit dem 20. Dezember 1995 als regionale Bahn („regionální dráha“) klassifiziert.

## Geschichte

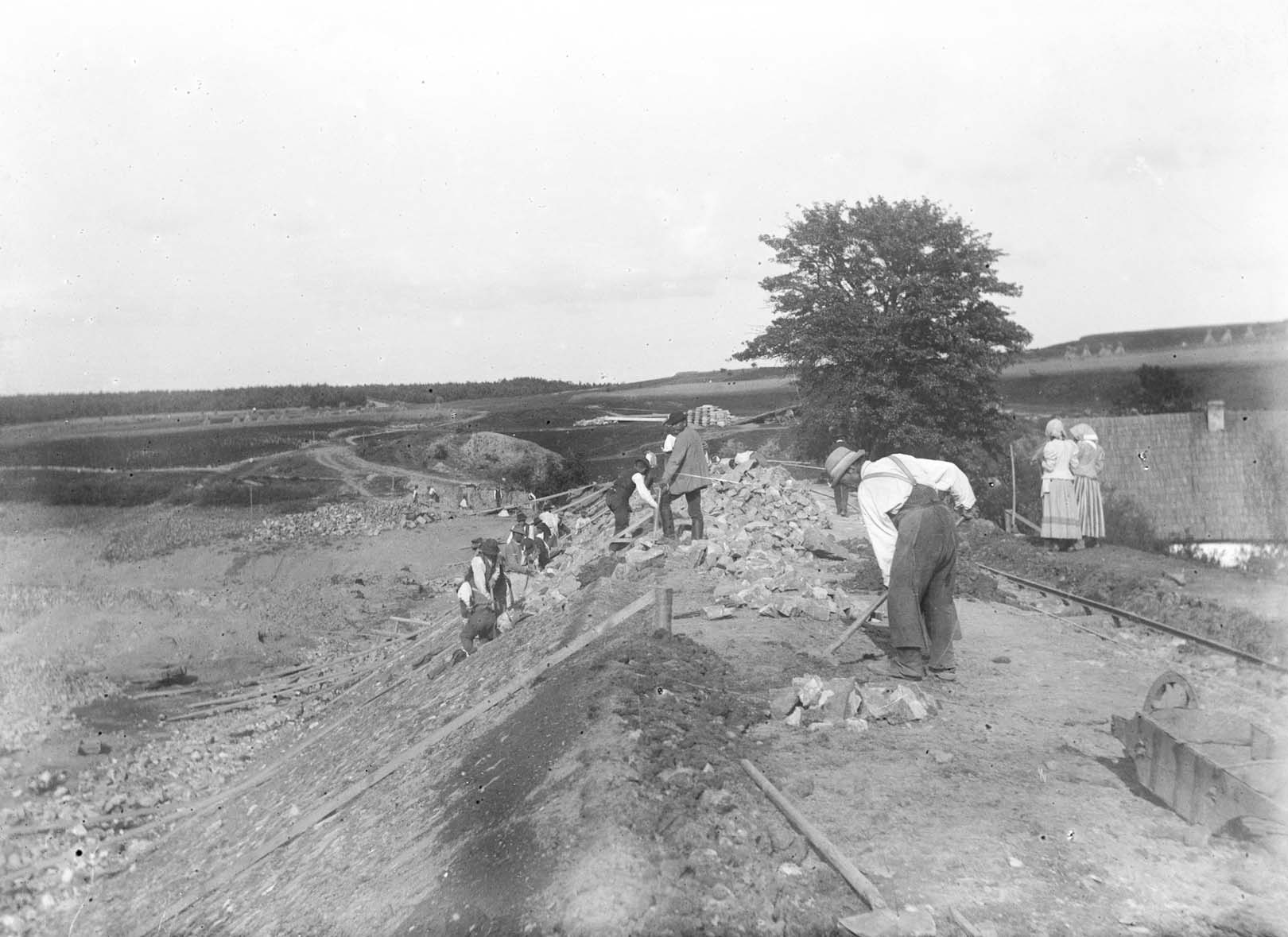
Die Trasse im Bau

Die Konzession für die Lokalbahn Březnitz–Rožmital erhielten die Gründer der Lokalbahn Strakonitz–Blatná–Březnitz zusammen mit der Strecke Blatná–Nepomuk am 21. Februar 1897. Eröffnet wurde die Strecke am 11. Juni 1899. Den Betrieb führten die k.k. Staatsbahnen (kkStB) für Rechnung der Eigentümer aus. 
Im Jahr 1912 wies der Fahrplan der Lokalbahn drei gemischte Zugpaare 2. und 3. Klasse aus. Sie benötigten für die 10 Kilometer lange Strecke zwischen Rožmitál und Březnitz 27 Minuten.
Nach dem Zerfall Österreich-Ungarns im Oktober 1918 ging die Betriebsführung an die neu gegründeten Tschechoslowakischen Staatsbahnen (ČSD) über. Mit der Verstaatlichung der Lokalbahngesellschaft gehörte ab 1. Jänner 1925 auch die Infrastruktur zum Netz der ČSD.

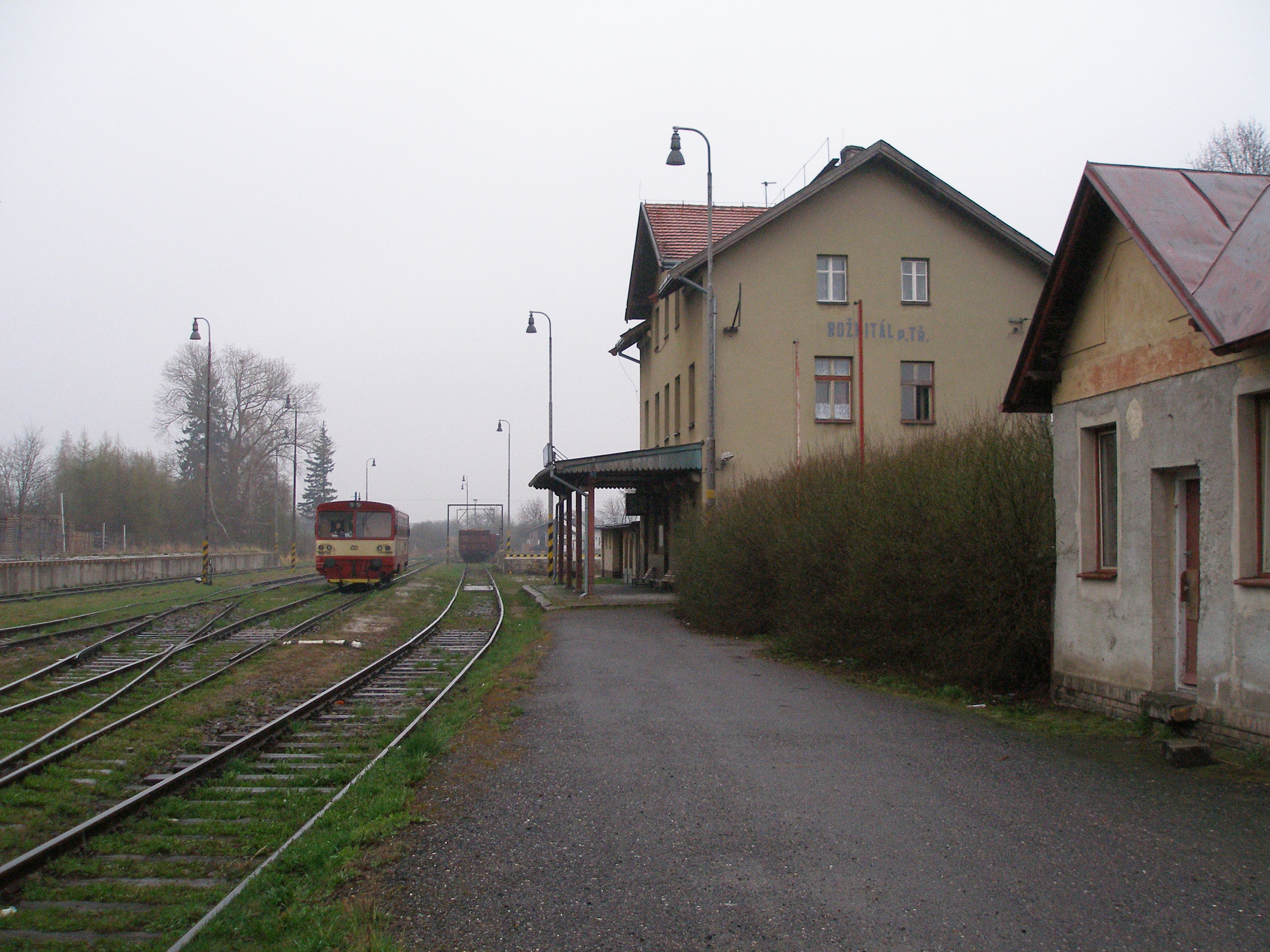
Bahnhof Rožmitál pod Třemšínem (2008)

Mit dem Einsatz moderner Motorzüge kam es in den 1930er Jahren zu einer Fahrzeitverkürzung auf nur noch 15–18 Minuten. Der Winterfahrplan von 1937/38 verzeichnete sechs Personenzugpaare 3. Klasse, die sämtlich als Motorzug verkehrten.
Im Zweiten Weltkrieg lag die Strecke zur Gänze im Protektorat Böhmen und Mähren. Betreiber waren jetzt die Protektoratsbahnen Böhmen und Mähren (ČMD-BMB). Am 9. Mai 1945 kam die Strecke wieder vollständig zu den ČSD.
Am 1. Januar 1993 ging die Strecke im Zuge der Auflösung der Tschechoslowakei an die neu gegründeten České dráhy (ČD) über. Seit 2003 gehört sie zum Netz des staatlichen Infrastrukturbetreibers Správa železniční dopravní cesty (SŽDC).
Im Fahrplan 2012 wird die Strecke werktäglich von sieben Personenzugpaaren bedient, an den Wochenenden sind es fünf.
Im August 2021 beschloss der Středočeský kraj als Aufgabenträger für den öffentlichen Nahverkehr die ersatzlose Einstellung des Reiseverkehrs zum Fahrplanwechsel am 12. Dezember 2021.
Auf Initiative der Stadt Rožmital sollen ab 2022 an den Wochenenden im Sommerhalbjahr wieder vier Reisezugpaare im touristischen Verkehr fahren. Dafür stellt die Stadt 306.000 Kronen zur Verfügung, die zum Teil aus den Einsparungen bei den dann nicht benötigten Busverbindungen stammen.